# Strzelectwo na Letnich Igrzyskach Olimpijskich 2008 – karabin pneumatyczny 10 m kobiet
Karabin pneumatyczny na 10 metrów kobiet to pierwsza konkurencja, w której rozdano medale w strzelectwie i na całych Letnich Igrzyskach Olimpijskich w Pekinie.
Dyscyplina rozpoczęła się o godzinie 8:30 czasu miejscowego. Wtedy to rozegrano kwalifikacje do finału. Decydująca faza, która miała wyłonić mistrzynię olimpijską odbyła się o godzinie 10:30 czasu miejscowego.
W samych kwalifikacjach do finałowej serii tej konkurencji wystartowało 47 zawodniczek (w tym 2 Polki: Agnieszka Staroń i Sylwia Bogacka). Do finału zakwalifikowało się osiem najlepszych zawodniczek kwalifikacji. W gronie najlepszych znalazła się Bogacka, która na możliwych 400 punktów zdobyła 397, Staroń uzyskała 393 oczka. Najlepszą okazała się Kateřina Emmons (400 punktów), która poprawiła rekord olimpijski z Aten. Wtedy to Rosjanka Lubow Gałkina miała o jeden punkt mniej. Finałowa seria liczyła 10 strzałów dla każdej z uczestniczki, czyli 80 strzałów finałowych. Do sumy wyniku walczących zawodniczek w finale liczyły się także strzały z kwalifikacji.
Złoty medal zdobyła Czeszka Kateřina Emmons, która utrzymała prowadzenie z kwalifikacji. Z 10 finałowych strzałów tylko w dwóch była najlepsza. Jednak druga Rosjanka Lubow Gałkina też tylko dwukrotnie zwyciężała co przy wygranych kwalifikacjach dało Czeszce przewagę 1,4 punktu. Jedyna reprezentantka Polski – Sylwia Bogacka zajęła 8. miejsce. Tracąc do siódmej zawodniczki 1,6 punktu. Obrończyni tytułu olimpijskiego z Aten Du Li straciła do Czeszki 1,9 punktu.
| Lp. | Zawodniczka       | Kwal. | Strzał 1 | Strzał 2 | Strzał 3 | Strzał 4 | Strzał 5 | Strzał 6 | Strzał 7 | Strzał 8 | Strzał 9 | Strzał 10 | Wynik     |
| --- | ----------------- | ----- | -------- | -------- | -------- | -------- | -------- | -------- | -------- | -------- | -------- | --------- | --------- |
| 1.  | Kateřina Emmons   | 400   | 10,6     | 10,7     | 9,7      | 10,9     | 10,2     | 10,4     | 10,6     | 10,3     | 10,2     | 9,9       | 503,5 pkt |
| 2.  | Lubow Gałkina     | 399   | 10,7     | 10,3     | 9,5      | 10,2     | 10,1     | 10,7     | 10,3     | 10,6     | 10,7     | 10,0      | 502,1 pkt |
| 3.  | Snježana Pejčić   | 399   | 10,6     | 10,5     | 10,6     | 10,0     | 10,5     | 9,8      | 10,3     | 9,7      | 9,8      | 10,1      | 500,9 pkt |
| 4.  | Jamie Beyerle     | 397   | 10,6     | 9,6      | 10,3     | 10,4     | 10,0     | 10,7     | 9,9      | 10,4     | 10,8     | 10,1      | 499,8 pkt |
| 5.  | Du Li             | 399   | 9,8      | 10,0     | 10,1     | 10,4     | 10,1     | 10,0     | 9,7      | 10,0     | 10,4     | 10,1      | 499,6 pkt |
| 6.  | Olga Dowgun       | 397   | 10,2     | 10,1     | 9,8      | 10,6     | 10,0     | 9,7      | 10,5     | 10,6     | 9,9      | 9,8       | 498,1 pkt |
| 7.  | Marie Laure Gigon | 396   | 10,3     | 9,6      | 10,4     | 10,7     | 10,7     | 9,9      | 10,5     | 10,2     | 9,8      | 9,2       | 497,3 pkt |
| 8.  | Sylwia Bogacka    | 397   | 10,1     | 9,8      | 9,7      | 9,6      | 9,9      | 10,3     | 9,8      | 9,9      | 10,3     | 9,2       | 495,7 pkt |

Dzięki zwycięstwu Emmons Czechy stały się pierwszymi liderami w klasyfikacji medalowej igrzysk w Pekinie.